# No Limit〜地面にヘディング〜
『No Limit〜地面にヘディング〜』(ノー リミット じめんにへでぃんぐ、原題:맨땅에 헤딩、英題:Heading to the Ground)は、2009年9月9日から11月4日までMBC・水木ミニシリーズ枠で放送された、サッカーを題材にしたテレビドラマ。
本作は、東方神起・ユンホの俳優デビュー作、初主演作であり、熱血スポーツマンのチャ・ボングンを演じている。

## あらすじ
無名の実業団サッカーチームに所属しているチャ・ボングンは、熱くなりやすいが世界的なサッカー選手になることを夢見てプレイしている。そんな中、所属するサッカーチームが解散することを告げられる。ボングンは途方に暮れていると、FCソウルのオーナーの娘であるカン・ヘビンと出会う。ボングンは家計を助けるためにサッカーを諦め新しい生活に向かうことを考えている中、ヘビンから誘いのあったFCソウルへの入団試験を一度は断るが、妹たちの説得やサッカーへの情熱を思い出しFCソウルの入団試験を受ける。FCソウルに入団したものの、高校時代のライバルであったイ・ドンホと一緒に入団したこと、因縁のある弁護士チャン・スンウがFCソウルの顧問弁護士であることにショックを受ける。ヘビンはボングンの才能を確信し、FCソウルの監督イ・チュンニョルに試合での起用を懇願する。監督のチュンニョルはボングンの父親のことを知っており、チャンスを与えることを考えていた。苦しいデビュー戦となったが、ボングンは無事公式戦に出場するが、その後、生死をさまよう大きな事故にあってしまう。ボングンは奇跡的に一命をとりとめ、スンウの妨害がありながらも、チームに復帰する。ボングンはチームに復帰したものの、チームに馴染めず、結果もだせずにいた。そんな中、日本のサッカーチームへのスカウトの話が持ち上がる。

## キャスト
- ユノ・ユンホ(東方神起) - チャ・ボングン 役(時として周囲を振り回してしまう熱血スポーツマン)
- コ・アラ - カン・ヘビン 役(新人エージェント、FCソウル・オーナーのお嬢様)
- イ・サンユン - オ・ヨニ 役(FCソウルの管理栄養士、ボングンの幼馴染み)
- イ・ユンジ - チャン・スンウ 役(FCソウルの顧問弁護士、ボングンとの間に因縁がある)
- キム・ジェスン - イ・ドンホ 役(ボングンの高校時代のライバル、現在チームメイト)
- カン・シニル（朝鮮語版、英語版） - イ・チュンニョル 役(FCソウル監督)

## 放送日程
- 第1回 2009年9月9日 運命の出会い
- 第2回 2009年9月10日 妹の願い
- 第3回 2009年9月16日 オマケの入団?
- 第4回 2009年9月17日 公式戦初出場!
- 第5回 2009年9月23日 生死の境
- 第6回 2009年9月24日 監禁
- 第7回 2009年9月30日 脱出
- 第8回 2009年10月1日 チームへの復帰
- 第9回 2009年10月7日 正々堂々
- 第10回 2009年10月8日 誕生日の贈り物
- 第11回 2009年10月15日 揺れる想い
- 第12回 2009年10月21日 ヘッドハンティング
- 第13回 2009年10月22日 爆発する感情
- 第14回 2009年10月28日 復帰の代償
- 第15回 2009年10月29日 最後の賭け
- 第16回 2009年11月4日 運命の戦い

## 関連商品
オリジナルサウンドトラック
- No Limit〜地面にヘディング〜 オリジナルサウンドトラック(CD+DVD)

No Limit〜地面にヘディング〜 オリジナル･サウンドトラック(2010年8月25日、エイベックス・エンタテインメント)
※ 「地面にヘディング」(韓国版)は、KTミュージックから2009年10月12日にCD版が発売。
DVD BOX
- No Limit〜地面にヘディング〜 完全版DVD BOX Ⅰ・Ⅱ(2010年6月16日、エイベックス・エンタテインメント)